# Tau Ceti c
Tau Ceti c é um exoplaneta não confirmado que pode estar nas proximidades do Sol orbitando em torno da estrela chamada "Tau Ceti", que é espectralmente semelhante ao Sol, embora tenha apenas cerca de 78% da massa solar localizada a 12 anos-luz do Sol, na constelação de Cetus. A descoberta do planeta foi realizada por uma equipe de astrônomos liderada por Steve vogt, da Universidade da Califórnia, e por Mikko Tuomi, da Universidade de Hertfordshire na Reino Unido e a descoberta foi anunciada em 19 de dezembro de 2012. Teoricamente Tau Ceti b tem uma massa equivalente a 3,10 massas terrestres e o planeta completa uma órbita em torno de sua estrela hospedeira a cada 35,4 dias. Sua órbita tem um semieixo maior de 0,1950 UA e uma excentricidade é de 0,0300. Porém sua natureza planetária ainda não foi confirmada.